# ATP Rio de Janeiro 1990
L'ATP Rio de Janeiro 1990 è stato un torneo di tennis giocato sul sintetico outdoor. È stata la 1ª edizione del torneo, che fa parte della categoria World Series nell'ambito dell'ATP Tour 1990. Si è giocato a Rio de Janeiro in Brasile dal 2 all'8 aprile 1990.

## Campioni

### Singolare maschile
Luiz Mattar ha battuto in finale  Andrew Sznajder con il punteggio di 6–4, 6–4

### Doppio maschile
Brian Garrow /  Sven Salumaa hanno battuto in finale  Nelson Aerts /  Fernando Roese con il punteggio di 7–5, 6–3